# Igreja de São José (Santa Cruz)
A Igreja de São José é uma igreja católica portuguesa localizada em Santa Cruz, no concelho de Praia da Vitória, na ilha açoriana da Terceira.
Faz parte do Inventário do Património Histórico e Religioso da Praia da Vitória e remonta ao século XV, tendo sido sujeita a remodelações no século XVII.
Trata-se de rgreja que se encontra assente sobre uma plataforma, que a eleva e define o adro circundante. É constituída por um corpo de nave rectangular, corpo da capela-mor também rectangular mas mais estreito, e torre sineira adossada à fachada lateral direita quase à face da fachada principal. O corpo da capela-mor desta igreja inclui compartimentos anexos nas traseiras do altar-mor.
A fachada principal apresenta-se limitada por cunhais encimados por pináculos, e é dominada por uma composição axial constituída pelo portal, por uma janela e por um nicho ligados entre si. O portal é ladeado por pilastras coríntias que se prolongam acima do respectivo entablamento, ladeando a janela, e são encimadas por pináculos encastrados.
O nicho assenta sobre a cornija da janela e é enquadrado por um segundo sistema de pilastras que simulam suportar uma cornija e um frontão curvo ao eixo do qual assenta uma cruz.
O remate curvo deste frontão integra-se no remate contracurvado da fachada. Sobre o nicho encontra-se uma cartela com a inscrição "1900 P°F. R. S.". No pequeno frontão encontra-se a inscrição "S. JOSÉ". Na fachada lateral esquerda existe outra porta aberta a meio da nave, semelhante ao portal principal, mas mais simplificado e com pilastras jónicas.
As fachadas laterais são rematadas por uma cornija que abraça a torre sineira. O interior é de uma nave única, que se encontra separada da capela-mor por um arco triunfal de volta perfeita sobre impostas e um pilar embutido na parede.
Em cada uma das paredes laterais, junto à parede do arco triunfal, existe um nicho com um altar. Do lado do evangelho existe um púlpito com balcão de pedra em consola e sobre a porta principal encontra-se um coro alto.
A torre sineira, tem planta quadrangular, tem os vãos dos sinos rematados com arco de volta perfeita. Estes vãos situam-se entre a cornija que prolonga a das fachadas e uma segunda cornija encimada por platibanda com pináculos nos ângulos.
O edifício encontra-se rebocado e pintado de cor branca com excepção do soco, dos cunhais, das pilastras, das cornijas, das molduras dos vãos e dos elementos decorativos que são em cantaria à vista.
Na torre, esses elementos são em reboco de cimento. As coberturas são de duas águas, em telha de meia-cana tradicional dos Açores e são rematadas por um beiral simples.
Encontra-se imposta numa lápida na torre sineira a data de 1690 e uma inscrição numa cartela sobre o nicho da fachada principal.
De acordo com um rol publicado pelo bispado de Angra do Heroísmo, esta igreja ficou bastante danificada e impossibilitada de servir ao serviço religioso em resultado dos estragos causados pelo terramoto de 1 de Janeiro de 1980.